# Tectona
Tectona es un género de plantas con flores con tres especies pertenecientes a la familia  Verbenaceae. 

## Especies
- Tectona grandis L.f. (1782).
- Tectona hamiltoniana Wall. (1832).
- Tectona philippinensis Benth. & Hook.f. (1876).

## Sinonimia
- Theka Adans. (1763).
- Nautea Noronha (1790).
- Jatus Rumph. ex Kuntze (1891).[1]